# Одри (Теарце)
Одри (мкд. Одри) су насеље у Северној Македонији, у северном делу државе. Одри припадају општини Теарце.

## Географија
Насеље Одри је смештено у северном делу Северне Македоније. Од најближег већег града, Тетова, насеље је удаљено 18 km северно.
Одри се налазе у доњем делу историјске области Полог. Насеље је положено на северном ободу Полошког поља. Југоисточно од насеља пружа се поље, а западно се издиже Шар-планина. Надморска висина насеља је приближно 660 метара.
Клима у насељу је умерено континентална.

## Историја
Почетком 20. века православни Словени су чини 2/3 сеоског становништва. Сви су били верници Српске православне цркве. У селu дуго ради српска школа у којој је 1906. године одржана Светосавска прослава. Чинодејствовао је поп Јован Симић из Беловишта.

## Становништво
Одри су према последњем попису из 2002. године имали 1.739 становника.
Претежно становништво у насељу су Албанци (92%), а у мањини су етнички Македонци (8%).
Већинска вероисповест је ислам, а мањинска православље.